# マルコーニ賞
マルコーニ賞 (The Marconi Prize) は、通信（無線、モバイル、電気通信、データ通信、ネットワーク、インターネット）の分野で達成された成果と進歩を表彰する賞である。
賞はMarconi Foundationによって毎年授与され、10万ドルの賞金と彫刻作品が贈られる。

## 基準
通信分野における重要な技術的貢献と発明に加えて、次の要素も考慮される。
- 実用的な側面
- 起業家精神
- 人道主義

## マルコーニ・フェロー
マルコーニ賞の受賞者は、マルコーニ・フェロー（Marconi Fellows）とも呼ばれる。財団と賞は、ノーベル賞受賞者であり、無線通信のパイオニアの1人であるグリエルモ・マルコーニの栄誉にちなんで名付けられた。マルコーニ賞の受賞者は、人類の利益のために通信技術の理解と開発を進めるために、さらに創造的な仕事を追求することも期待されている。

## 受賞者
過去の受賞者には、ウェブ検索会社Googleの開発に対するラリー・ペイジとセルゲイ・ブリン、World Wide Webにおける彼のリーダーシップと革新に対するティム・バーナーズ＝リー、
ネットワークの開発に対するノーベル賞受賞者チャールズ・カオ、およびセキュリティの取り組みディフィー・ヘルマン鍵共有に対するマーティン・ヘルマンとホイットフィールド・ディフィーが含まれる。
最初の賞は1975年に与えられた。
| 1975年 - 1996年 - 1975: James Rhyne Killian - 1976: 猪瀬博 - 1977: アーサー・ショーロー - 1978: コリン・チェリー - 1979: ジョン・R・ピアース - 1980: Yash Pal - 1981: シーモア・パパート - 1982: アーサー・C・クラーク - 1983: Francesco Carassa - 1984: Eric Albert Ash - 1985: チャールズ・カオ - 1986: レナード・クラインロック - 1987: Robert Wendell Lucky - 1988: フェデリコ・ファジン - 1989: Robert N. Hall - 1990: アンドリュー・ビタビ - 1991: ポール・バラン - 1992: ジェームス・フラナガン - 1993: 林厳雄 - 1994: ロバート・カーン - 1995: ジェイコブ・ジヴ - 1996: Gottfried Ungerboeck | 1997年–現在 - 1997: デイブ・フォーニー - 1998: ヴィントン・サーフ - 1999: James L. Massey - 2000: マーティン・ヘルマン、ホイットフィールド・ディフィー - 2001: Herwig Kogelnik、Allan Snyder - 2002: ティム・バーナーズ＝リー - 2003: ロバート・メトカーフ、Robert G. Gallager - 2004: セルゲイ・ブリン、ラリー・ペイジ - 2005: Claude Berrou - 2006: John M. Cioffi - 2007: ロナルド・リベスト - 2008: デビッド・ペイン - 2009: Andrew Chraplyvy、Robert Tkach - 2010: チャールズ・ゲシキ、ジョン・ワーノック - 2011: Jack Wolf、アーウィン・M・ジェイコブス - 2012: ヘンリ・サミュエリ - 2013: マーティン・クーパー - 2014: Arogyaswami Paulraj - 2015: Peter Kirstein - 2016: ブラッドフォード・パーキンソン - 2017: Arun Netravali - 2018: F. Thomson Leighton - 2019: Paul Kocher、Taher Elgamal - 2020: Andrea Goldsmith - 2022: Siavash Alamouti - 2023: Hari Balakrishnan - 2024: Teresa Meng - 2025: Nick McKeown |